# Borneo (Assen)
Borneo is een monumentale, vroeg-20e-eeuwse winkel annex woonhuis in de Nederlandse stad Assen.

## Achtergrond
Jan Lamberts (1856-1898) opende rond 1880 een sigarenzaak op de hoek van de Stationsstraat. Na zijn overlijden werd de winkel door zijn vrouw voortgezet onder de naam 'firma weduwe J. Lamberts'. In 1908 kreeg de firma vergunning om het bestaande eenlagige pand te vervangen. Lokaal architect M. de Vries Azn. ontwierp een "winkelhuis met bovenwoning" in overgangsstijl, met motieven uit de art nouveau. Het was niet ongebruikelijk dat sigarenhandelaren namen ontleenden aan de Nederlandse koloniën en het nieuwe pand kreeg de naam Borneo. De entree van de winkel is gericht op de T-splitsing van de Oostersingel en de Stationsstraat. Tot in de jaren zeventig van de twintigste eeuw was het pand in gebruik als sigarenwinkel, achtereenvolgens bij Gerard Lamberts (zoon van de oprichter), Hermannus Kip en Koos Smak. Begin 21e eeuw waren er onder meer een stripwinkel en hypotheekverstrekker in gevestigd.

## Beschrijving
Het pand is opgetrokken in donkerrode verblendsteen vanuit een onregelmatige plattegrond onder een samengesteld, afgeknot schilddak. De hoger opgaande middenpartij is symmetrisch opgebouwd, met op de begane grond de entree, met vleugeldeur en facetglas, daarboven een rechthoekige erker die steunt op gemetselde consoles. Op de tweede verdieping komt een porte brisée uit op het erkerplat. De middenpartij wordt afgesloten door een attiek met geglazuurde steentjes, een geprofileerde rand en hoekuitstulpingen. In het midden staat op een zwarte, glazen plaquette de naam Borneo.

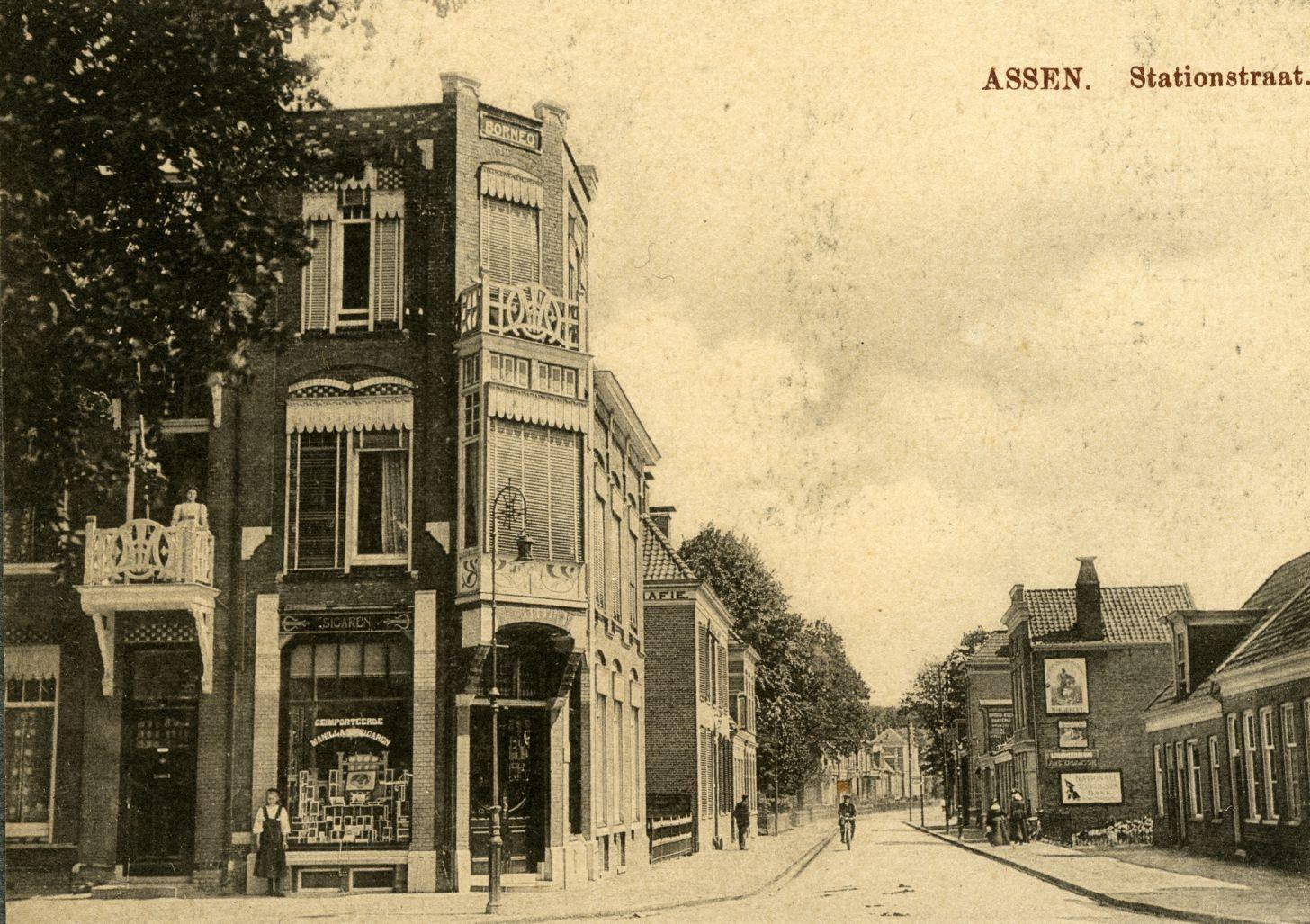
Het pand medio 1910

De aan weerszijden van de entree geplaatste etalages hebben vijfruitsbovenlichten met afgeschuinde bovenhoeken boven met geometrische motieven versierde hardstenen plinten. De gevelindeling aan de Oostersingel en de Stationsstraat is verschillend; de travee links van de winkelpui bevat een originele deur met bovenlicht onder een balkon, waarop openslaande balkondeuren uitkomen. In de gevel aan de Oostersingel zijn per bouwlaag twee vensters geplaatst, aan de Stationsstraat zijn dat er drie. Het pand is op diverse plaatsen voorzien van florale decoraties.

## Waardering
Het pand is in 1994 als rijksmonument opgenomen in het Monumentenregister vanwege de "architectuurhistorische waarde als voorbeeld van een in art nouveau bouwstijl uitgevoerd winkel/woonhuis met zorgvuldig vormgegeven details en voor de bouwtijd karakteristieke bouwmaterialen. Het beeldbepalende hoekpand heeft door zijn ligging tevens stedebouwkundige en ensemblewaarde". Het pand valt binnen het beschermd stadsgezicht van Assen.

## Galerij

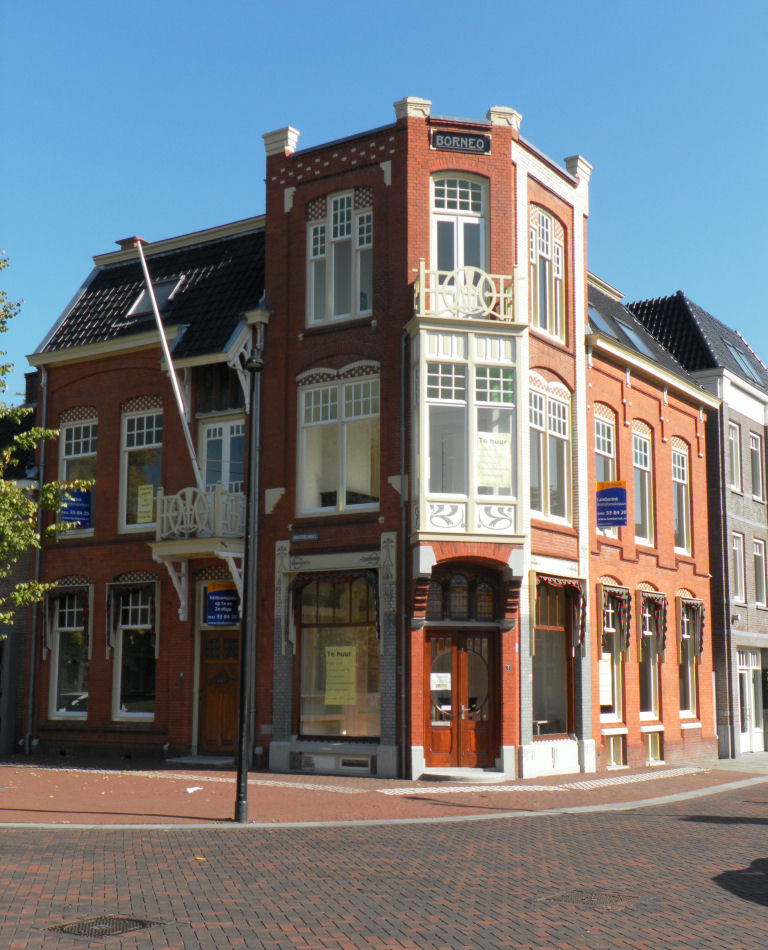
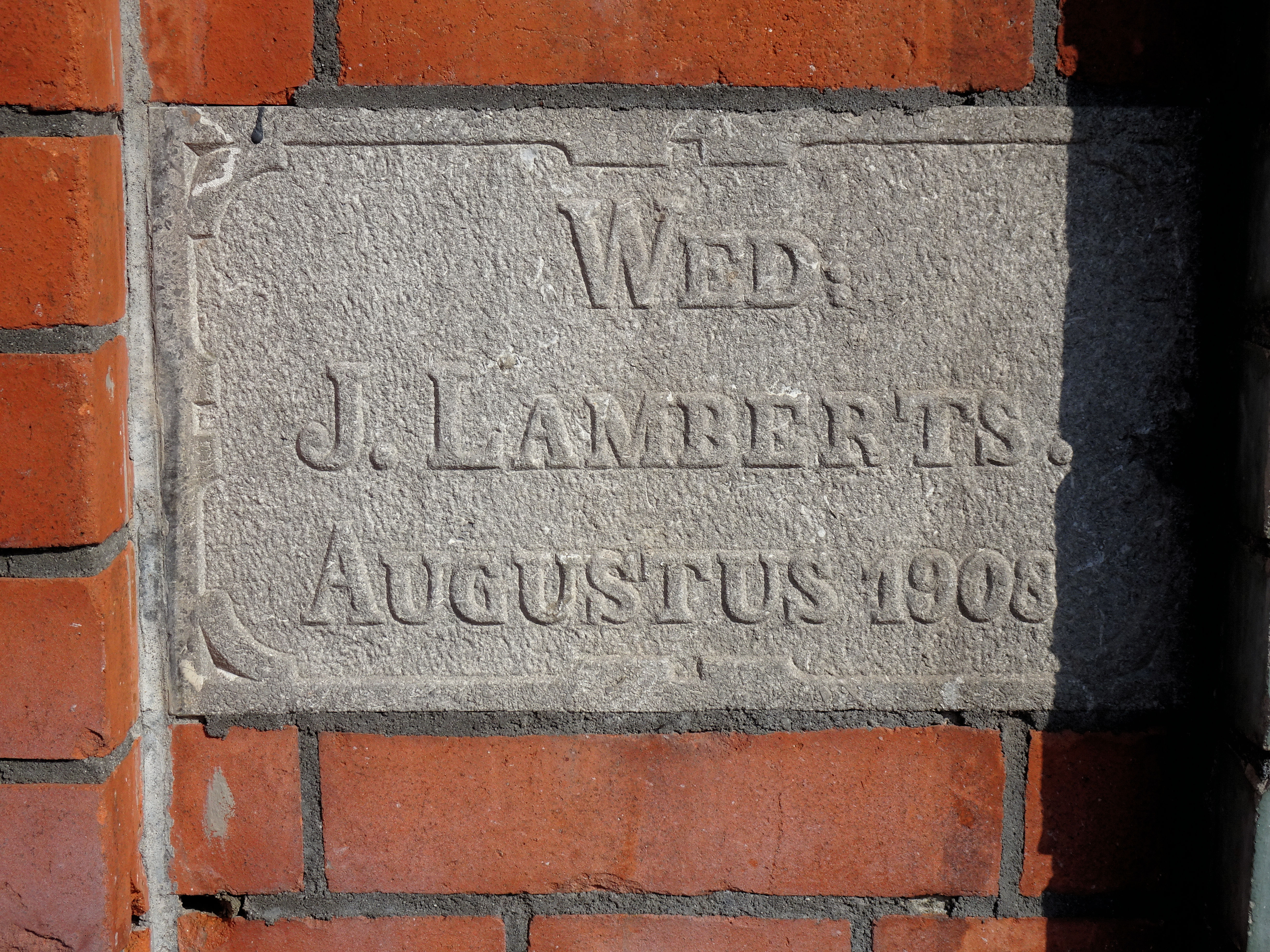
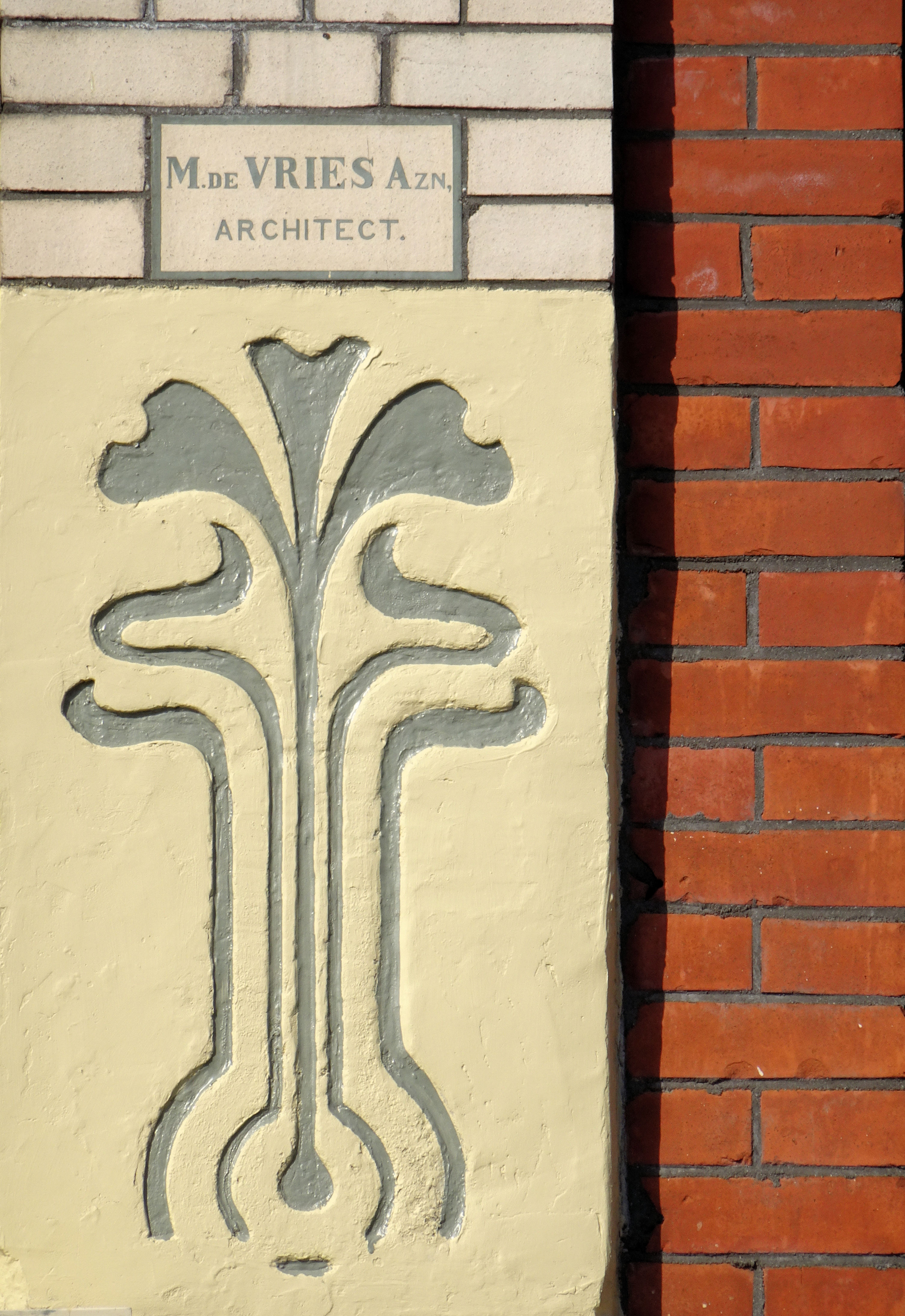